# Opicina
Opicina, en slovène Opčine, est une frazione de la commune de Trieste dans le Frioul-Vénétie Julienne en Italie.

## Géographie
Opicina est située sur les hauteurs de Trieste au nord de la ville, à une altitude moyenne de 330 mètres.

## Histoire
Avant la Première Guerre mondiale la ville était nommée de son nom en dialecte triestin Opcina. Durant la période fasciste elle fut rebaptisée Poggioreale del Carso en référence à la montagne de Karst sur laquelle elle est située. En 1966, elle est appelée Villa Opicina, appellation cependant non usitée, et ne faisant aujourd'hui référence qu'à la gare ferroviaire adjacente.
Opicina a toujours été une ville à forte minorité slovène, en raison de la proximité de la frontière (moins de 5 km). Toutes les indications dans la ville sont d'ailleurs écrites dans les deux langues.

## Transports

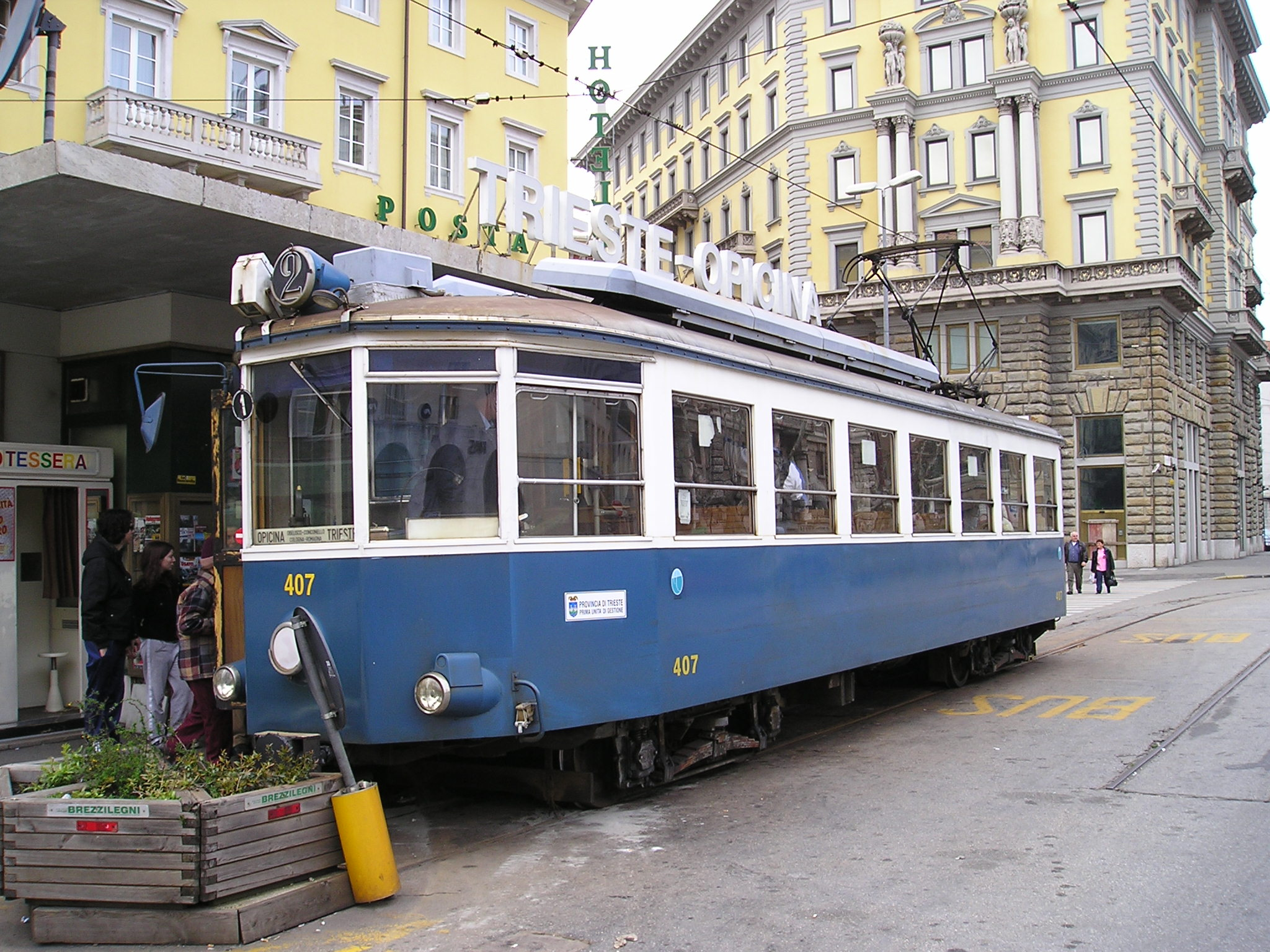
Le tramway historique de la ligne Trieste-Opicina

Un tramway historique, construit de 1901 à 1902 par Eugenio Geiringer, relie Opicina à Trieste sur une ligne historique constituant le dernier exemple en Europe de traction mixte (électrique dans les parties normales et funiculaire dans les fortes pentes). Cette ligne est aujourd'hui devenue touristique en montant sur les hauteurs de la ville et offrant un panorama unique sur le golfe.